# Tomorrow's Ration of Dreams
Tomorrow's Ration of Dreams je deljen EP slovenske rock skupine persons from porlock in avstrijske rock skupine Jigsaw Beggars. Izdan je bil 24. maja 2019 pri avstrijski založbi Post Office Records. Izdana je bila tudi fizična LP izdaja, pri Pumpkin Records.

## Kritični odziv
Za Mladino je Borka o albumu zapisal: "Če ne štejemo osnovnega izhodišča kitarskega garažiranja, sta benda precej, če ne popolnoma različna. Brez kančka pretiranega lokalpatriotizma lahko rečemo, da so domačegrudarji iz Porlocka precej bolj domiselni pri aranžmajskih rešitvah, bolj razgibano kompaktni in bolj slogovno izbrušeni, s slogovnimi refleksijami, ki pogosto sežejo vse do britanskih rockovskih raziskovanj in kolonizacij šestdesetih let. Ekonomična racionalizacija cepljenih izdaj ne rodi vedno bujnih sadov."

## Seznam pesmi
| Št. | Naslov                 | Izvajalec            | Dolžina |
| --- | ---------------------- | -------------------- | ------- |
| 1.  | „All the Small Things‟ | Jigsaw Beggars       | 4:20    |
| 2.  | „My Friends‟           | Jigsaw Beggars       | 7:07    |
| 3.  | „Private Sun‟          | Jigsaw Beggars       | 8:21    |
| 4.  | „Language of Light‟    | persons from porlock | 2:58    |
| 5.  | „Carnal Error‟         | persons from porlock | 3:13    |
| 6.  | „Suspected Gunman‟     | persons from porlock | 5:24    |
| 7.  | „Sugar Effigy‟         | persons from porlock | 4:46    |

## Zasedba
persons from porlock
- Nikolaj Mulej — vokal, kitara
- Martin Pavlovec — kitara
- Vasja Onič — bobni

Jigsaw Beggars
Tehnično osebje
- Georg Teschinegg  — snemanje, miks
- Martin Siewert — mastering
- Blaž Rojs — oblikovanje naslovnice